# Puente Glienicke
El puente Glienicke (en alemán: Glienicker Brücke) es un puente que cruza el río Havel, conectando el distrito Wannsee de Berlín con la capital de Brandenburgo, Potsdam. Se llama así por el cercano palacio de Glienicke. El puente actual, cuarto en este emplazamiento, se completó en 1907, aunque fue reconstruido después de que fuera dañado en la Segunda Guerra Mundial.

## Localización
El puente cruza el Havel al sur del lago Jungfernsee, cerca del palacio Glienicke y Jagdschloss Glienicke al oeste. Forma parte de la autopista Bundesstraße 1 y es el término de la ruta 93 del Tranvía de Potsdam (que comienza en la Estación Central), y la ruta 316 del autobús de Berlín (que comienza en la Estación de Berlín-Wannsee). Las dos rutas se cruzan en una parada en el lado de Potsdam del puente. Las estaciones de Potsdam y Wannsee son servidas por el S-Bahn de Berlín y trenes de larga distancia.

## Historia

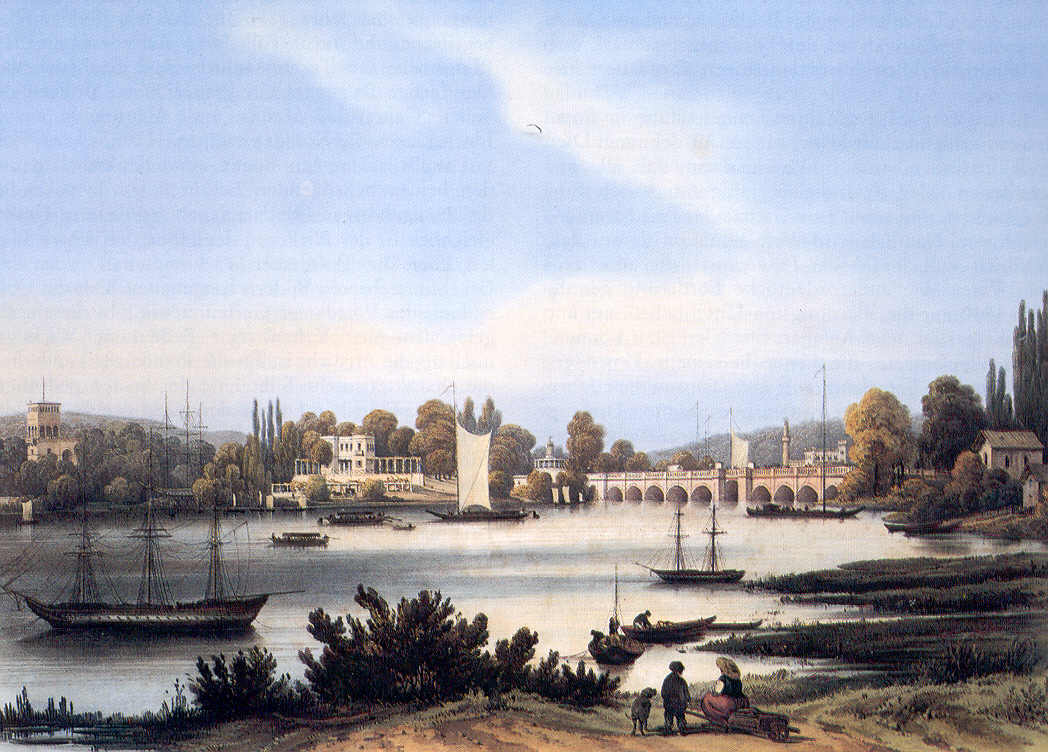
El puente Glienicke, cuadro de Franz Xaver Sandmann, 1845

En torno a 1660 se construyó en este lugar un primer puente de madera que cruzaba el Río Havel, para llegar a los cotos de caza de Stolpe. A comienzos del siglo XIX era necesario un nuevo puente para adaptarse al gran aumento del tráfico en la carretera entre la capital de Prusia, Berlín, y la residencia de los Hohenzollern en Potsdam. El arquitecto Karl Friedrich Schinkel diseñó un puente basculante de ladrillo y madera, que se completó en 1834. A comienzos del siglo XX, el puente de Schinkel ya no podía soportar el creciente volumen de tráfico, y el funcionamiento las secciones móviles del puente provocaba retrasos en el tráfico de vapores del Río Havel.
En 1904, el gobierno prusiano celebró una competición de diseño para sustituir el puente de Schinkel con un puente moderno de hierro. El diseño ganador fue el de la Johann Caspar Harkort Company de Duisburgo, y el puente actual se inauguró el 16 de noviembre de 1907.
En 1944 y 1945 el estudio cinematográfico alemán UFA grabó la película Unter den Brücken (Bajo los puentes) en el puente Glienicke. A finales de abril de 1945 un proyectil sin explotar dañó gravemente el puente. La reconstrucción del puente no se completó hasta 1949, después de la creación de Alemania Occidental y Alemania Oriental. El gobierno de Alemania Oriental lo llamó “puente de la Unidad" debido a que la frontera entre Alemania Oriental y Berlín Occidental, ocupada por los aliados occidentales, pasaba por el centro del puente.

### Guerra Fría
Durante los primeros años de la Guerra Fría, los Aliados usaron el puente como enlace entre Berlín Occidental y las misiones militares en Potsdam. Los alemanes que residían en las dos ciudades usaban con más frecuencia el S-Bahn para viajar entre Berlín y Potsdam. El 27 de mayo de 1952, las autoridades de Alemania Oriental cerraron el puente a los ciudadanos de Alemania Occidental y Berlín Occidental. El puente se cerró a los ciudadanos de Alemania Oriental tras la construcción del Muro de Berlín en agosto de 1961.

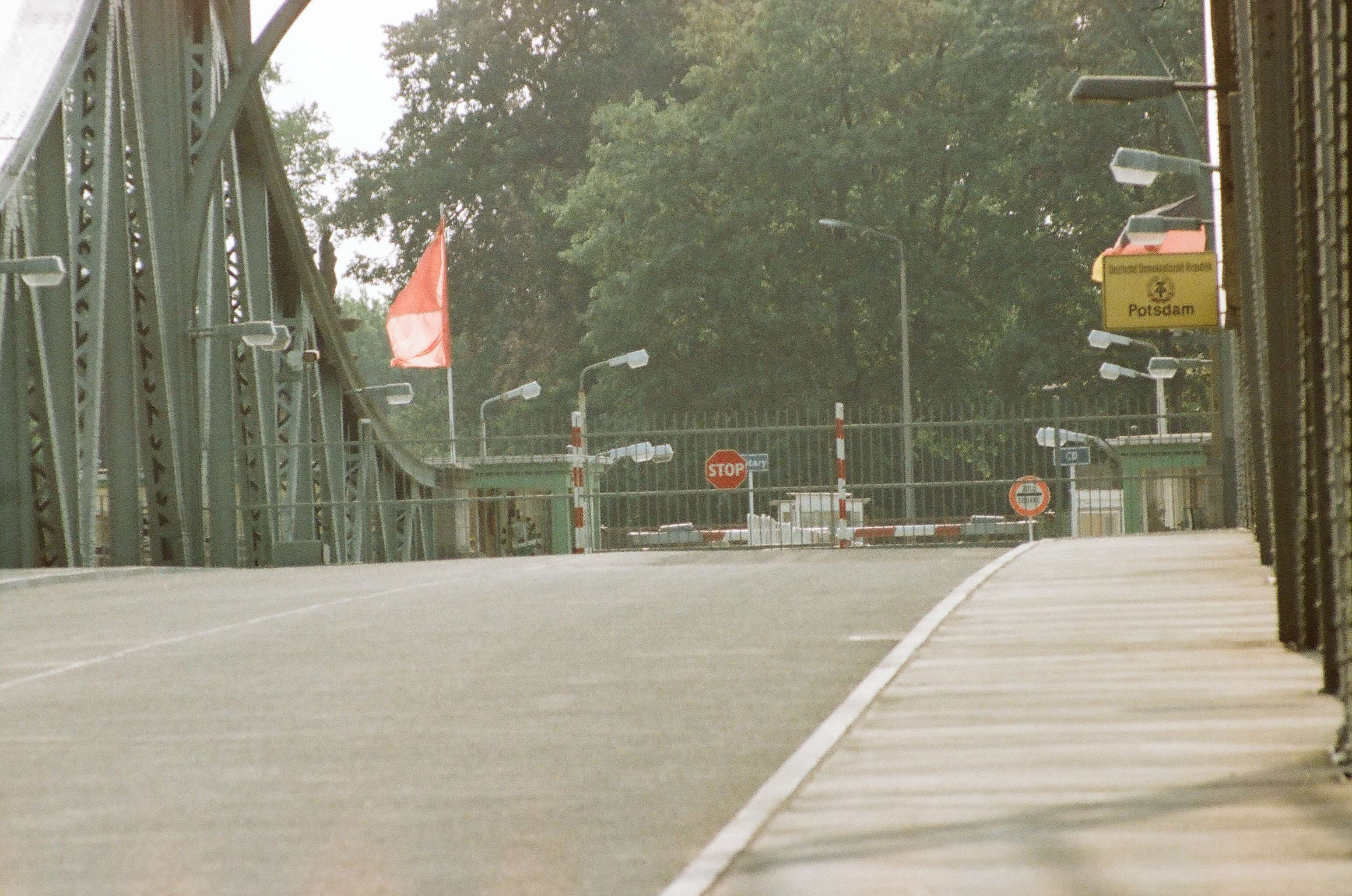
La frontera de Alemania del Este en 1987

En la década de 1970, el puente había superado su vida proyectada y necesitaba reparaciones importantes. El coste de estas reparaciones se convirtió en un foco de disputa entre el gobierno de Berlín Occidental y el de Alemania Oriental. En 1980 el gobierno de Berlín Occidental reparó su mitad del puente, y en 1985 pagó también las reparaciones de la mitad de Alemania Oriental del puente a cambio de renombrarlo "Puente Glienicke".
En la tarde del 10 de noviembre de 1989, un día después de la caída del Muro de Berlín, se reabrió el Puente Glienicke a los peatones. Las barricadas de la frontera se desmontaron tras la reunificación alemana en 1990.

### Puente de Espías
Debido a que el puente Glienicke era una frontera restringida entre el Bloque del Este (Potsdam en Alemania Oriental) y las potencias occidentales (el sector de EE. UU. de Berlín Occidental), los estadounidense y los rusos lo usaron para el intercambio de espías capturados durante la Guerra Fría. Los periodistas comenzaron a llamarlo "puente de Espías."
El primer intercambio de prisioneros tuvo lugar el 10 de febrero de 1962. Los estadounidenses liberaron al espía soviético Coronel Rudolf Abel a cambio del piloto estadounidense Francis Gary Powers, capturado por la Unión Soviética tras el Incidente del U-2.
El siguiente intercambio tuvo lugar en abril de 1964, cuando Konon Molody fue intercambiado por Greville Wynne.
El 12 de junio de 1985, hubo un intercambio de 23 agentes estadounidense detenidos en Europa del Este por el agente polaco Marian Zacharski y otros tres agentes soviéticos arrestados en los países occidentales. El intercambio culminó después de tres años de negociación.
El último intercambio fue también el más público. El 11 de febrero de 1986 el activista de los derechos humanos y prisionero político Anatoly Sharansky ("Natan Shcharansky"), junto con tres agentes occidentales, fue intercambiados por Karl Koecher y otros cuatro agentes orientales.

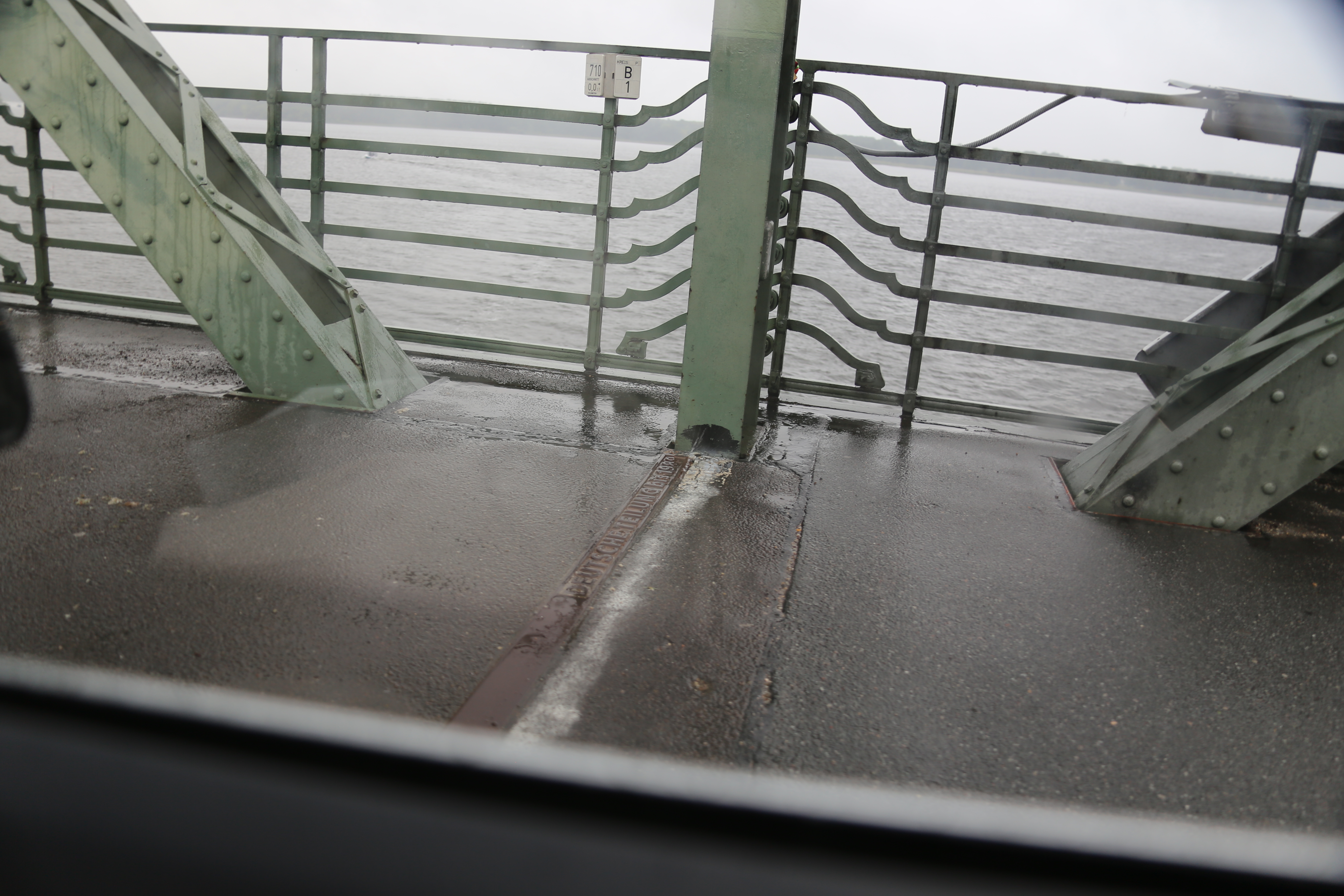
Punto medio del Puente Glienicke; lugar de los intercambios de prisioneros entre el Bloque del Este y las potencias occidentales.

## En la cultura popular

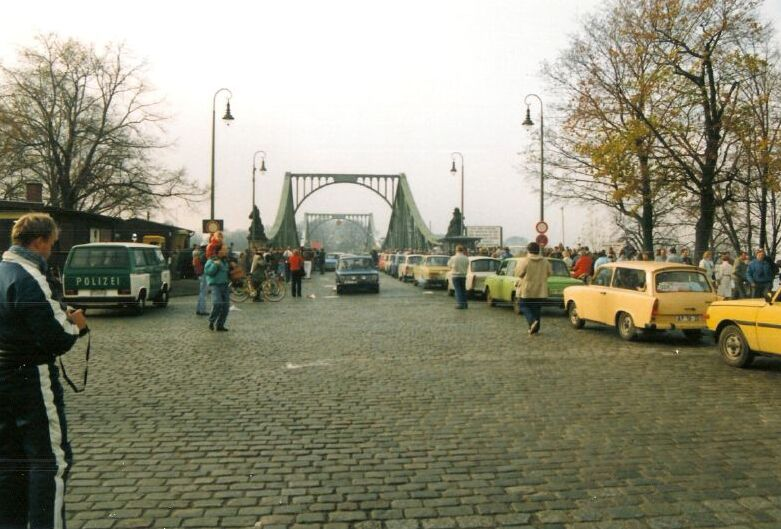
Personas haciendo cola para cruzar el puente tras la caída del Muro de Berlín en noviembre de 1989

El Puente Glienicke, por ser un lugar de intercambio de prisioneros, ha aparecido con frecuencia en ficción, en concreto:
1. en la novela de John le Carré Smiley's People y las miniseries relacionadas de la BBC;
2. en la película de 1966 de Harry Palmer, Funeral en Berlín, basada en la novela homónima de Len Deighton;
3. en la película de 2015 de Steven Spielberg, El puente de los espías, basada en la detención del espía ruso Rudolf Abel en 1957.

El apodo popular 'Puente de Espías' fue usado por la banda británica T'Pau para el nombre de su primer álbum, Bridge of Spies. Su uso es metafórico, y se refiere a un 'camino hacia la libertad' en el contexto de una relación soñada durante mucho tiempo.
También se hace referencia al puente en el popular programa de televisión infantil Codename: Kids Next Door, en concreto en un centro comercial, para intercambiar un espía de la KND a cambio de un espía de los Adolescentes, una clara parodia de los intercambios de prisioneros de la vida real.
Hay una breve referencia al puente en el episodio seis de la temporada uno de Archer, cuando Mallory Archer y su amante de mucho tiempo (y jefe del KGB) Coronel Nikolai Jakov menciona encontrarse allí "una noche de luna", cuando ambos trabajaban en operaciones secretas en Berlín, presumiblemente durante la Guerra Fría.

## Galería de imágenes

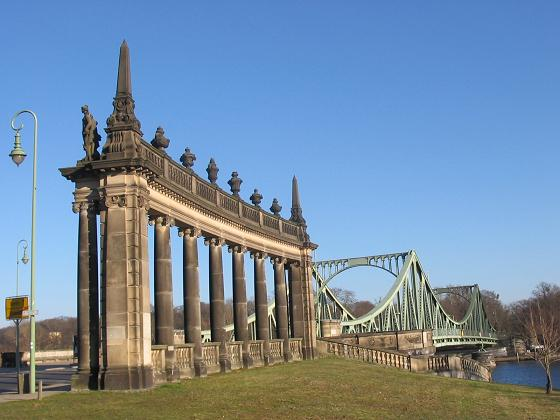
Vista desde Potsdam
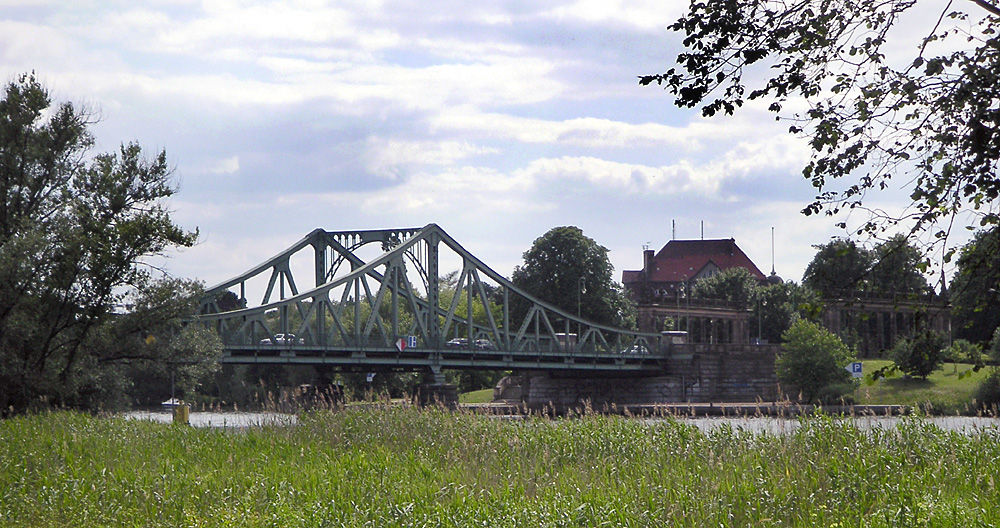
Vista hacia Potsdam
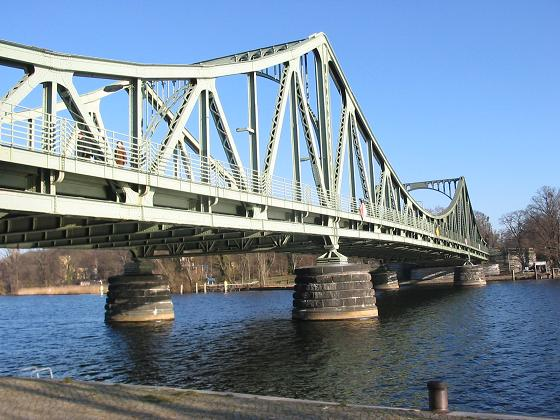
Vista desde Potsdam
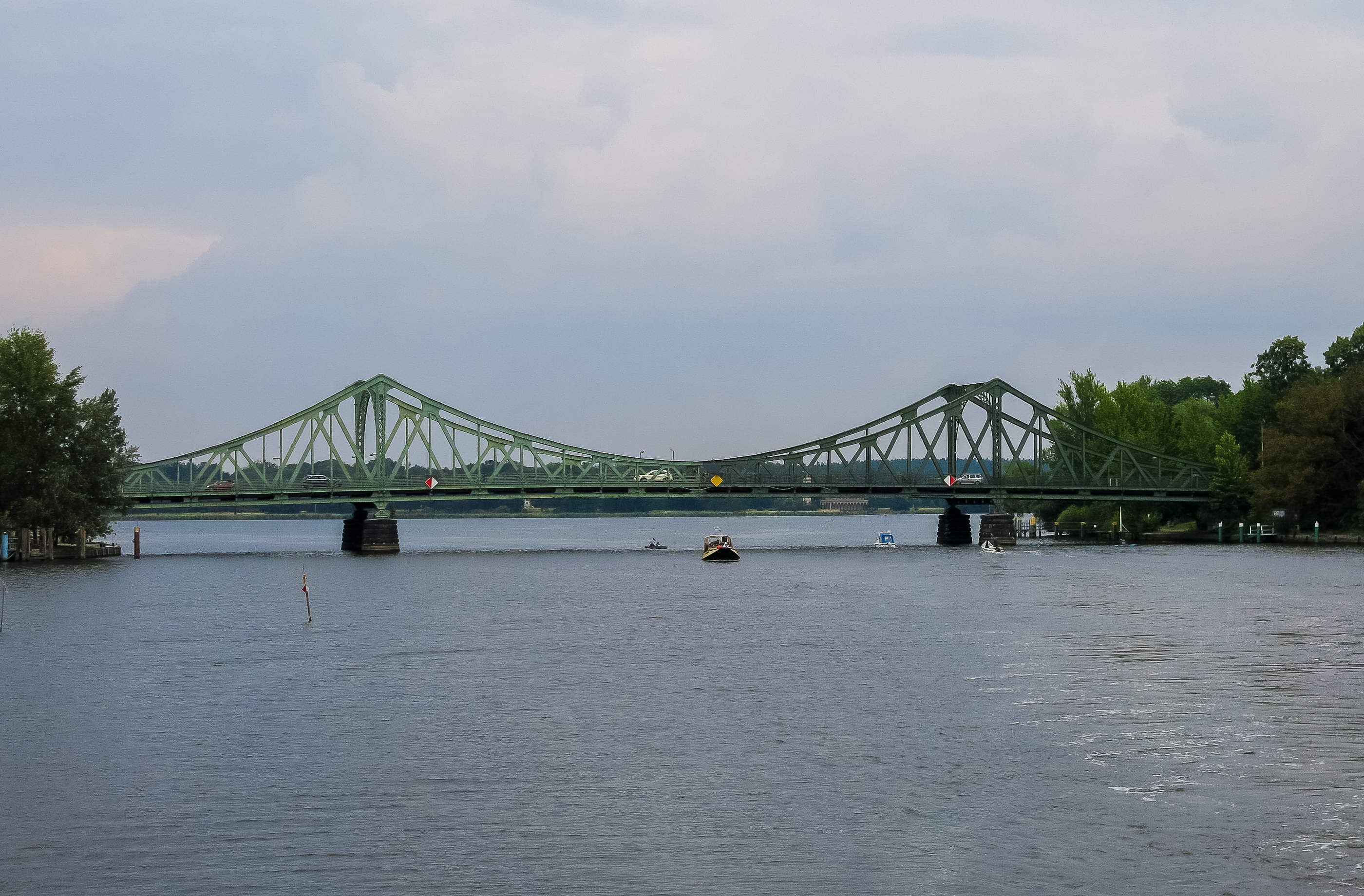
Puente visto desde el barco
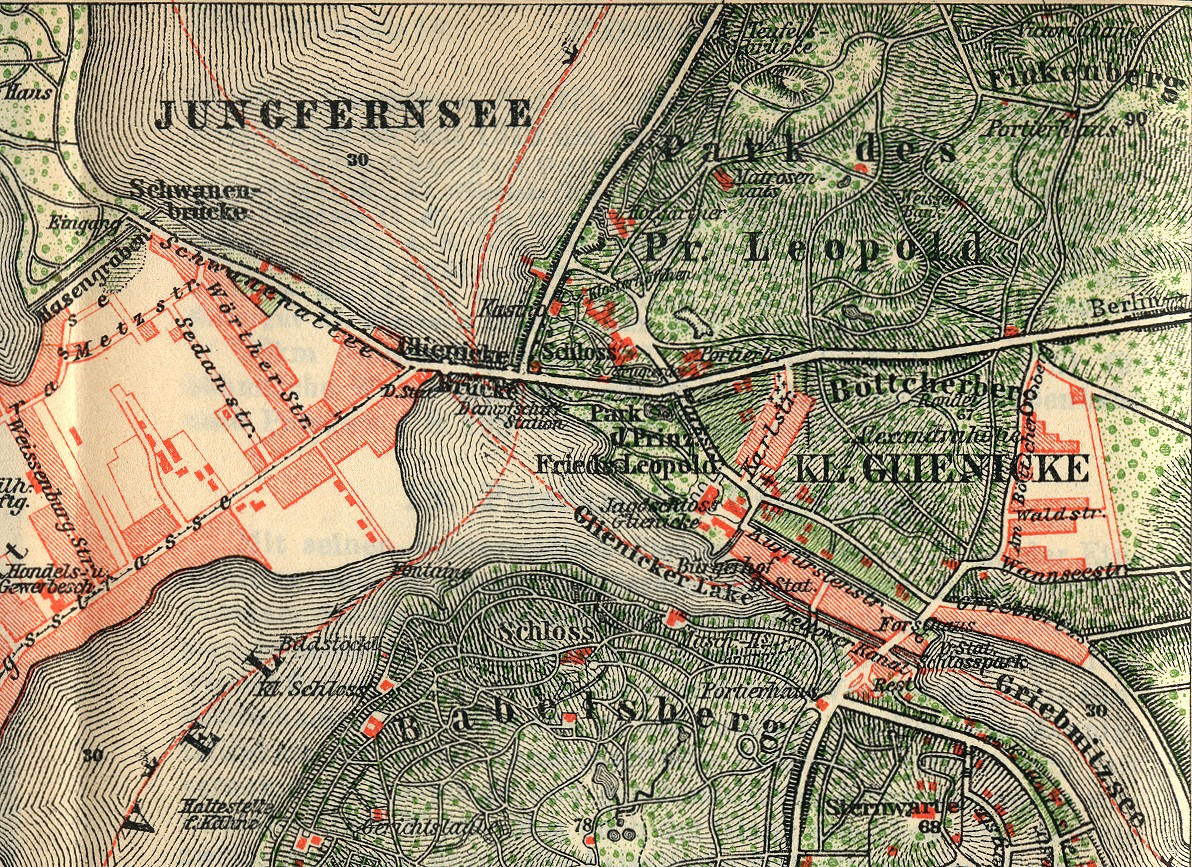
El puente, lagos y Klein Glienicke (1921)
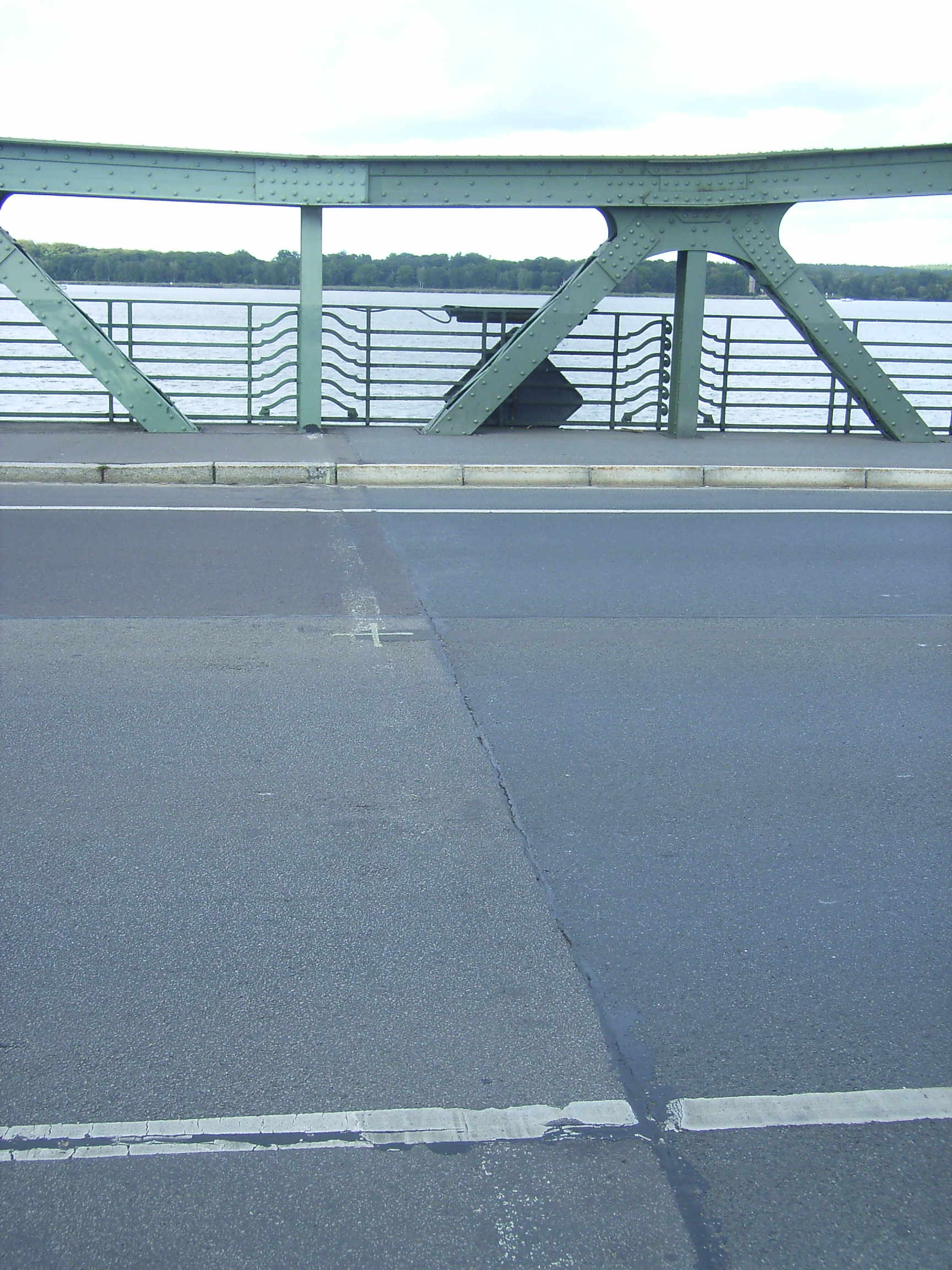
Restos en la frontera
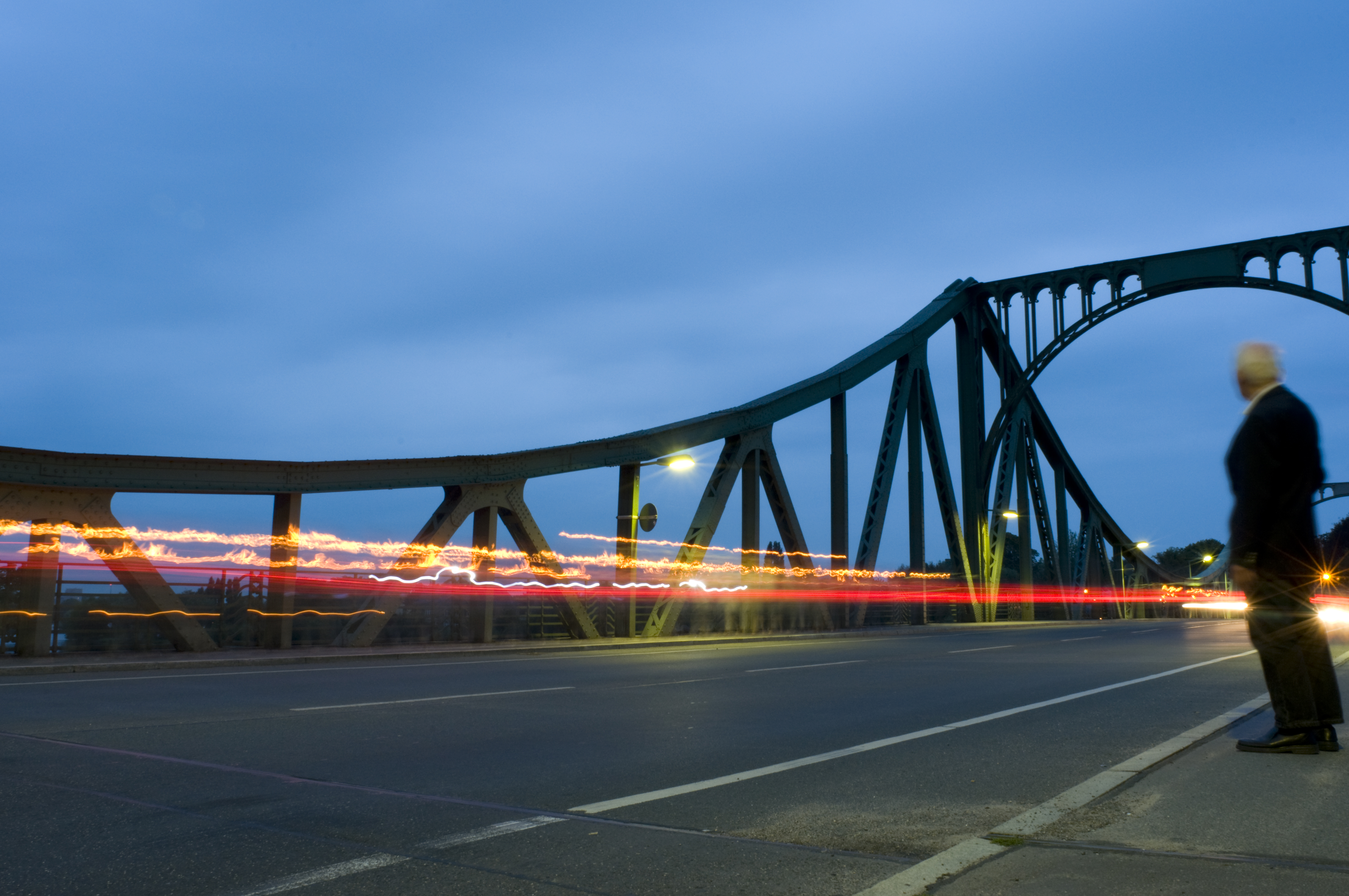
Luces de coche, antorcha y vela en el Puente Glienicke, el 13 de agosto de 2010.